# Henri Joseph Fenet
Henri Joseph Fenet (ur. 11 lipca 1919 w Ceyzériat we Francji, zm. 14 września 2002 w Paryżu) – francuski wojskowy (porucznik), członek Milice Français, dowódca 3 kompanii 1 batalionu 8 Brygady Szturmowej SS „Frankreich”, a następnie 1 batalionu 57 Pułku Grenadierów SS 33 Dywizji Grenadierów SS „Charlemagne”.

## Życiorys
Studiował literaturę na Uniwersytecie Sorbona w Paryżu. Po zakończeniu studiów natychmiast wstąpił do francuskiej armii, dochodząc do stopnia porucznika. Uczestniczył w wojnie z Niemcami w 1940; był 2 razy ranny. Został odznaczony za odwagę Croix de Guerre. Dostał się do niewoli niemieckiej, z której go zwolniono 29 listopada 1942 roku. Po powrocie do domu został w grudniu członkiem kolaboracyjnej Milice Français Josepha Darnanda. W październiku 1943 wstąpił ochotniczo do Waffen-SS i został skierowany na przeszkolenie do SS-Junkerschule w Bad Tölz, które odbyło się w styczniu-marcu 1944 roku. 20 marca dostał stopień Waffen-Obersturmführera der SS z przydziałem na dowódcę 3 kompanii 1 batalionu 8 Brygady Szturmowej SS „Frankreich”. Pod koniec lipca jednostka została wysłana na południowy odcinek frontu wschodniego. W sierpniu toczyła ciężkie walki w Karpatach i nad Wisłą, ponosząc duże straty. Henri J. Fenet został podczas nich ranny. We wrześniu wraz ze swoją kompanią trafił do SS-Truppenübungsplatz Konitz w Prusach Wschodnich, gdzie była formowana 33 Dywizja Grenadierów SS „Charlemagne”. Po przeszkoleniu w Wildflecken w Niemczech H. J. Fenet objął dowództwo 1 batalionu 57 Pułku Grenadierów SS, który powstał z resztek 8 Brygady Szturmowej. Na przełomie lutego i marca 1945 Francuzów przerzucono na Pomorze w desperackiej próbie powstrzymania sowieckiej ofensywy. W marcu Dywizja została otoczona przez Sowietów i podzielona na kilka grup bojowych. Części żołnierzy, w tym H. J. Fenetowi, awansowanemu na Waffen-Hauptsturmführera der SS, udało się przedostać do linii frontu. 24 kwietnia w Berlinie został on dowódcą odbudowanego ochotniczego batalionu szturmowego (ok. 300 ludzi), przydzielonego do 11 Ochotniczej Dywizji Grenadierów Pancernych SS „Nordland”. Walczył w obronie stolicy Niemiec w Neukölln, na La Belle-Alliance Platz, Wilhelmstrasse i Friedrichstrasse. W ostatnich dniach walki został ciężko ranny i trafił do szpitala, zanim reszta francuskich SS-manów dostała się do niewoli sowieckiej. Po deportacji do Francji został aresztowany, skazany na karę 20 lat robót przymusowych, która dobiegła końca w 1959 roku. Zmarł 14 września 2002 roku w swoim mieszkaniu w Paryżu.

## Odznaczenia
- Krzyż Wojenny ze Srebrną Gwiazdą (1940)
- Krzyż Rycerski (29 kwietnia 1945)
- Krzyż Żelazny I klasy (18 marca 1945)
- Krzyż Żelazny II klasy (22 sierpnia 1944)
- Czarna Odznaka za Rany (24 sierpnia 1944)